# Rathgormack
 (septembre 2022).
Si vous disposez d'ouvrages ou d'articles de référence ou si vous connaissez des sites web de qualité traitant du thème abordé ici, merci de compléter l'article en donnant les références utiles à sa vérifiabilité et en les liant à la section « Notes et références ».
Pour l’article ayant un titre homophone, voir Rathcormac.
Rathgormack ou Rathgormac est un village dans le nord du comté de Waterford, Irlande. 

## Histoire
En 1921, pendant la guerre d'indépendance irlandaise, un inspecteur de la Royal Irish Constabulary, Gilbert Potter a été exécuté par Dinny Lacey, Third Tipperary Brigade de la Irish Republican Army. 

## Géographie
Les centres de population les plus proches de Rathgormack sont Carrick-on-Suir et Clonmel dans le comté de Tipperary.

## Économie
L'agriculture, l'industrie sont les sources principales d'emploi. Le tourisme est aussi important, avec le centre de randonnée dans le village.
Le village a deux bistrots, un magasin[réf. nécessaire] et une église. 

## Population
La population est d'environ 1 200 habitants.